# السيدة إيفا
السيدة إيفا (بالإنجليزية: The Lady Eve)‏ هو فيلم أبيض وأسود درامي كوميدي أمريكي صدر عام 1941 كتبه وأخرجه بريستون ستورجس وبطولة باربرا ستانويك وهنري فوندا. الفيلم مستوحى من قصة كتبها مونكتون هوف عن شخصين غير متوافقين يلتقيان على متن سفينة ركاب وتحاول سيدة ماهرة أن تخدع عالم مليونير غريب الأطوار، إلا أنها تقع في حبه.. يعتبر الفيلم من بين أعظم الأفلام على الإطلاق، وقد تم اختياره للحفظ في السجل الوطني للأفلام بالولايات المتحدة في عام 1994 من قبل مكتبة الكونجرس باعتباره "فيلمًا ذا أهمية ثقافية أو تاريخية أو جمالية".

## طاقم التمثيل
- باربارا ستانويك بدور جين هارينجتون، المعروفة أيضًا باسم السيدة إيف سيدويتش
- هنري فوندا بدور تشارلز بونسفورت بايك
- تشارلز كوبرن بدور "العقيد" هارينجتون
- إيوجين بالية بدور هوراس بايك
- وليام ديماريست بدور موجي، المعروف أيضًا باسم أمبروز مورجاترويد
- إريك بلور بدور السير ألفريد ماكجلينان كيث
- ميلفيل كوبر بدور جيرالد
- جانيت بيتشر بدور جانيت بايك
- مارثا أودريسكول بدور مارثا، خادمة بايك
- روبرت غريغ بدور بوروز، كبير خدم بايك
- دورا كليمنت بدور جيرترود
- لويس ألبرني بدور إميل، طاهي بايك

## روابط خارجية
- السيدة إيفا  في قاعدة بيانات الأفلام على الإنترنت (بالإنجليزية)
- السيدة إيفا في قاعدة بيانات تيرنر كلاسيك موفيز للأفلام.
- السيدة إيفا على فهرس معهد الفيلم الأمريكي
- السيدة إيفا في روتن توميتوز.